# ジェーン・ホーキング
ジェーン・ベリル・ワイルド・ホーキング・ジョーンズ（Jane Beryl Wilde Hawking Jones、1944年3月29日 - ）は、イギリスの作家、教師である。スティーヴン・ホーキングと30年間結婚生活を送った。

## 生涯
1944年3月29日に父ジョージ・ワイルドと母ベリル・ワイルドの子として誕生し、イングランドのハートフォードシャー州セント・オールバンズで育った。一家が英国国教会の熱心な信徒という家庭環境に包まれてジェーンは育ち、ジェーンはその後も熱心なクリスチャンとして活動している人物である。
ロンドン大学ウェストフィールド・カレッジに入学し、語学を専攻した。スティーヴン・ホーキングとは、1962年のパーティーで共通の友人の紹介で知り合った。翌1963年、スティーヴンは筋萎縮性側索硬化症(ALS)と診断された。2人は将来に不安を感じたものの、1964年に婚約し、1965年7月14日に共通の故郷であるセント・オールバンズで結婚した。スティーヴンとの間には3人の子供がいる。1967年生まれのロバート、1970年生まれのルーシー、1979年生まれのティモシーである。
長い年月をかけて博士論文に取り組み、1981年4月に中世スペインの詩（英語版記事）に関する論文でPhDを取得した。夫がケンブリッジ大学を卒業しており、その世界（つまり世界でも指折りの超一流大学出身者が交流する世界、人の輪の中）で自身の学問的アイデンティティを持つためにはPhDを取得する必要があったとジェーンは感じていた。
スティーヴンの病気の進行に対処する中でジェーンは鬱になった。2004年のインタビューで、結婚生活および彼を介護することが原因で鬱になった状況でも、クリスチャンの信仰が希望を与えてくれたとジェーンは語った。そのインタビューでは、無神論者として有名なホーキングを、信仰に基づく強さで支えたのは皮肉なことだと述べている。
スティーヴンと1990年に別居し、1995年に離婚した。1997年に音楽家のジョナサン・ヘリヤー・ジョーンズ(Jonathan Hellyer Jones)と再婚した。
なお、スティーヴンも1995年に看護師のエレイン・メイソンと再婚したが、スティーヴンが2011年にエレインと離婚した後、ジェーンは難病を押して研究を続けるスティーヴンの支援を行った。
1991年、スティーヴンとの結婚生活を書いた自伝"Music to Move the Stars: A Life with Stephen"を執筆した。この自伝を原作として、2004年にテレビ映画『ホーキング』が製作された。
2009年には、この自伝の内容を更新して、"Travelling to Infinity: My Life with Stephen"（日本語訳『無限の宇宙 ホーキング博士とわたしの旅』）として刊行された。この本を元にして、2014年に映画『博士と彼女のセオリー』が製作され、数々の賞を受賞した。

## メディアにおける描写
2004年の映画『ホーキング』ではリサ・ディロンが、2014年の映画『博士と彼女のセオリー』ではフェリシティ・ジョーンズが、ジェーンの役を演じた。フェリシティ・ジョーンズは第87回アカデミー賞で主演女優賞にノミネートされた。

## 著作物
- At Home In France: Guide to Buying and Renovating Property In France Allegro Publications 1994 ISBN 0952308002
- Music to Move the Stars: A Life with Stephen Macmillan Publishers, London 1999 ISBN 0-333-74686-4
- Travelling to Infinity: My Life with Stephen Alma Books 2007 ISBN 1-84688-065-3
  - 日本語訳: 無限の宇宙 ホーキング博士とわたしの旅（堀川志野舞 訳、静山社、2018年、ISBN 978-4863894525）
- Silent Music Alma Books 2016 ISBN 9781846884122
- Cry to Dream Again Alma Books 2018 ISBN 9781846884375